# North Canadian River
La North Canadian River, appelée Oklahoma River à l'intérieur des limites de la ville d'Oklahoma City depuis 2004, est un cours d'eau nord-américain, affluent de la Canadian. Long de 710 kilomètres, il traverse les États américains de l'Oklahoma, Texas et Nouveau-Mexique.

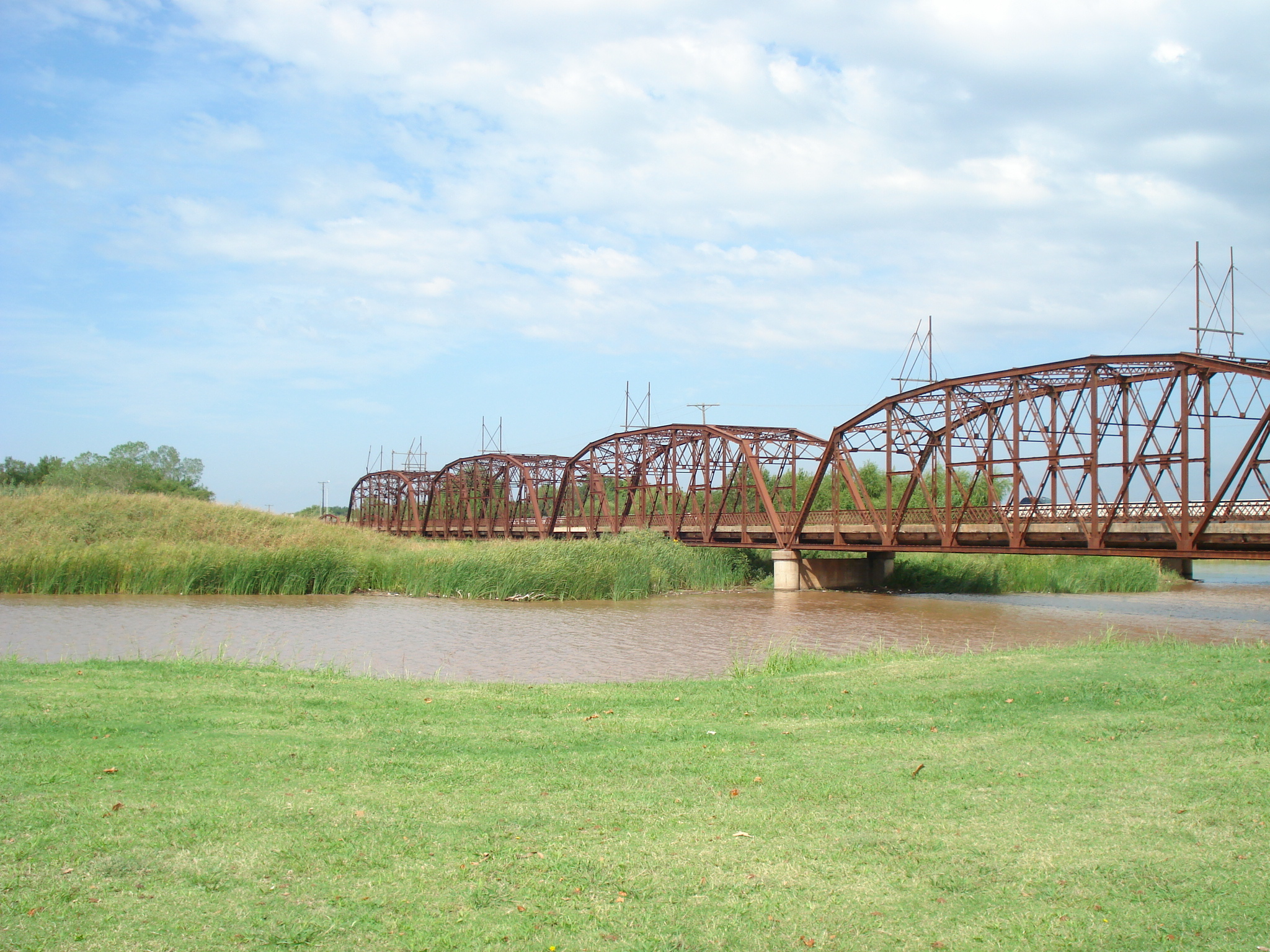
Le Lake Overholser Bridge permet à l'U.S. Route 66 de traverser la North Canadian River.